# Dibromtoluole
Dibromtoluole (auch Dibromtoluene oder Dibrommethylbenzole) bilden eine Stoffgruppe, die sich sowohl vom Toluol als auch vom Brombenzol ableitet. Die Struktur besteht aus einem Benzolring mit angefügter Methylgruppe (–CH3) und zwei Bromatomen (–Br) als Substituenten. Durch deren unterschiedliche Anordnung ergeben sich sechs Konstitutionsisomere mit der Summenformel C7H6Br2. Dibromtoluole gehören somit zu den mehrfach bromierten Toluolen.

## Eigenschaften
Die Dibromtoluole sind in Wasser praktisch nicht löslich; sie sind jedoch mit anderen organischen Lösungsmitteln, wie z. B. Benzol, Alkoholen, Ether, Ethylacetat und Bromoform, löslich.
| keine Einstufung verfügbar |

| Gefahrensymbol |

| Gefahrensymbol |

| Gefahrensymbol |

| Gefahrensymbol |

| Gefahrensymbol |

## Gewinnung und Darstellung
Die Dibromtoluole lassen sich durch Bromierung von Bromtoluolen gewinnen, welche wiederum aus den Toluidinen mittels der Sandmeyer-Reaktion darstellen.